# Sporophile simple
Sporophila simplex
Espèce
Statut de conservation UICN

 LC  : Préoccupation mineure
Le Sporophile simple (Sporophila simplex) est une espèce de passereaux appartenant à la famille des Thraupidae.

## Répartition
Cet oiseau vit au Pérou et au sud de l'Équateur.

## Habitat
Il habite les zones de broussailles tropicales et subtropicales.